# Conall Crandomna
Conall Crandomna (fl. VII secolo) è stato re di Dál Riata (nell'odierna Scozia occidentale) dal 650 circa al 660.

## Biografia
Il Senchus fer n-Alban afferma che era figlio di Eochaid Buide e quindi membro dei Cenél nGabráin. Secondo il Duan Albanach succedette a Ferchar mac Connaid dei Cenél Comgaill. Regnò insieme a Dúnchad mac Conaing fino al 654, dopodiché sembra aver regnato da solo. I suoi due figli, Máel Dúin mac Conaill e Domnall Donn, sarebbero poi saliti sul trono. Sarebbe morto nel 659 o nel 660 come riportano gli Annali dell'Ulster. Probabilmente gli succedette il nipote Domangart mac Domnaill.